# Vasco Hogan Teves
Vasco Luís Soares Hogan Teves (Sintra, Portugal, 17 de Dezembro de 1931), é um jornalista e profissional da televisão português.
Nasceu a 17 de Dezembro de 1931, na vila de Sintra, Portugal, é filho de Frederico Ricardo Perestrelo Hogan Teves e de Carolina dos Anjos de Azevedo Soares Hogan Teves, que faleceu em 22 de Abril de 1936, quando Vasco tinha apenas 4 anos.
Aos 10 anos de idade muda-se para Lisboa onde desenvolve toda a sua vida estudantil, profissional e familiar, casando-se, em 1959, com Maria Teresa Larcher, da qual teve uma filha, Helena Hogan Teves e um filho, Frederico Hogan Teves, tendo, à presente data três netas, Rita, Maria e Carolina.
É um profissional de Televisão e acompanhou quase a totalidade da Televisão em Portugal, contribuindo muito para o desenvolvimento de tal meio de comunicação nesse país. Disse, aquando do cinquentário da Televisão em Portugal e, obviamente, da RTP: "(...) vejo-a (à RTP) – como sempre a verei – parte intrínseca da minha própria vida. Crescemos e viajámos juntos e ficámos a dever-nos, um ao outro, uma infinidade de coisas boas e más. A RTP é uma imagem que vale as mil palavras dos compêndios, a aventura de constantemente existir e se prolongar, é um mundo grande de mais para ser contido numa mão fechada, é a minha família."
Na Rádio, onde a sua actividade, enquanto jovem, se fez notar, cobriu não só a área da locução mas também à organização e metodologia de trabalho a empregar através das produções que assumiu à data.
Em 1957 quando vai para a RTP é redactor praticante, tornando-se ano e meio mais tarde chefe da secção de Cinema e Noticiários. Nesse mesmo ano, foi um dos enviados especiais da RTP para cobrir a erupção do Vulcão dos Capelinhos, nos Açores, juntamente com o operador de imagem Carlos Tudela, e o operador de som Alexandre Gonçalves. Teves e Carlos Tudela viriam a desembarcar na Ilha Nova, formada após a erupção, juntamente com o jornalista Urbano Carrasco, do Diário Popular, com o objetivo de colocar a bandeira nacional, no dia 13 de outubro.
Em 1959 passa a chefe da redacção do Telejornal. Em 1969 assume a chefia da divisão de Programas de Informação e Actualidades. Em 1971 é nomeado director do Telejornal. Assumiu mais tarde funções noutras áreas da RTP.
Tem alguns livros editados entre os quais é possível destacar dois da editora Verbo: Datas e Factos da História do Mundo e Vamos Falar de Televisão, este último em colaboração com o Engº Lopes da Silva. Foi autor de um volume da obra "O Mundo em que vivemos", intitulado "América do Norte e Central".
É um estudioso dos problemas inerentes à sua profissão e a quantos se prendem com o fenómeno televisivo.